# Ipetumodu
Ipetumodu – miasto w Nigerii, w stanie Osun. Według danych szacunkowych na rok 2009 miejscowość liczy 71 875 mieszkańców..